# 포르투갈 U-20 축구 국가대표팀
포르투갈 U-20 축구 국가대표팀(포르투갈어: Seleção Portuguesa de Futebol Sub-20)은 포르투갈을 대표하는 20세 이하의 축구 국가대표팀으로, 포르투갈의 축구 관리 기관인 포르투갈 축구 연맹의 관리를 받는다. FIFA U-20 월드컵에 12번 참가해 1989년과 1991년에 우승을 차지했다.